# Kanton Sotteville-lès-Rouen-Ouest
Kanton Sotteville-lès-Rouen-Ouest is een voormalig kanton van het Franse departement Seine-Maritime. Kanton Sotteville-lès-Rouen-Ouest maakte deel uit van het arrondissement Rouen en telde 19.411 inwoners (1999). Het werd opgeheven bij decreet van 27 februari 2014 met uitwerking in maart 2015.

## Gemeenten
Het kanton Sotteville-lès-Rouen-Ouest omvatte enkel een deel van de gemeente Sotteville-lès-Rouen.